# مبرهنة طاليس

مبرهنة طاليس أو مبرهنة التناسب (بالإنجليزية: Thales theorem)‏ هي مبرهنة مهمة في الهندسة الابتدائية حول نسب قطع المستقيم -المتعددة المتوازية المتقاطعة في نفس النقطة- المتكونة عند تقاطع زوجين من المستقيمات المتوازية. وهي مشابهة لقاعدة المثلثات المتشابهة، وهي منسوبة للرياضي الإغريقي طاليس.
ليكن ABC مثلثا ولتكن M نقطة من القطعة [AB] وN نقطة من القطعة [AC] حيث يوازي المستقيم (BC) المستقيم (MN)، فإن:

{\displaystyle {\dfrac {AB}{AM}}={\dfrac {AC}{AN}}={\dfrac {BC}{MN}}}

## قاعدة مبرهنة طاليس
نفرض أن S هي نقطة تقاطع مستقيمين، A و B هي نقاط تقاطع المستقيم الأول مع مستقيمين متوازيين، بحيث تكون BS أطول من عن AS، وبالمثل C ، D هي نقاط تقاطع المستقيم الثاني مع مستقيمين متوازيين بحيث تكون SD أطول من SC.
تنص مبرهنة طاليس على ما يلي:
{\displaystyle {SA \over SB}={SC \over SD}={AC \over BD}}

### حالة خاصة لمبرهنة طاليس
إذا كان في مثلث ABC مستقيم (d) مار من منتصف أحد أضلاعه ويوازي ضلعا ثانيا، فانه يقطع الضلع المتبقي في المنتصف.

## خاصية طاليس العكسية
ليكن (d1)و (d2) مستقيمين متقاطعين في نقطة A ولتكن B وM نقطتين من المستقيم (d1) تختلفان عن A. ولتكن N وC نقطتين من المستقيم (d2) تختلفان عن A. إذا كانت النقط A M B والنقط A N C في نفس الترتيب وAC/AN=AB/AM فإن المستقيمين (MN) و(BC) متوازيان وAC/AN=AB/AM=BC/MN

## تقسيم قطعة من خط مستقيم إلى أجزاء متساوية

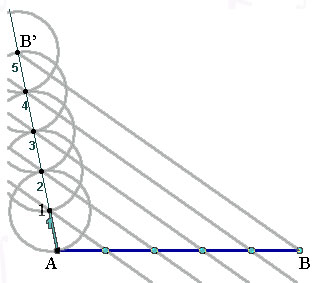
نظرية طالس، تقسيم مستقيم إلى أجزاء متساوية

نظرية طاليس: إذا قطع خطان حزمة من الخطوط المتوازية، نحصل على أجزاء متناسبة بين بعضها البعض.
لتقسيم قطعة مستقيمة إلى 5 أجزاء متساوية، نفعل ما يلي:
1. نرسم الخط AB
2. على نصف الخط الذي أصله في A نعلم نقطة 1
3. بواسطة الفرجار ننقل المسافة 1-A ونجد النقطة 2
4. نتابع العملية السابقة على طول الخط ونجد أجزاء متساوية 4-3-2-1
5. نوصل النقط 5 و B
6. نرسم من النقط 4,3,2,1 خطوط موازية للخط 5_B, التي تقاطع الخط A-B وتقسمة إلى أجزاء متساوية بينها.